# 駅裏8号倉庫
駅裏8号倉庫（えきうら8ごうそうこ）は、かつて札幌市に存在したイベントスペース。
その用途は映画に演劇、音楽ライブや詩の朗読にフリーマーケット、政治討論会などジャンルを超えて幅広く、当時の札幌においてサブカルチャーシーンの中心地的存在であった。鈴井貴之も舞台で使用していた。
1981年9月に札幌駅の北東側に並んでいた軟石づくりの倉庫を使ってオープン、途中移転を経て1986年4月に活動終了した。